# The Habit of Beauty
The Habit of Beauty è un film del 2016 diretto da Mirko Pincelli.

## Trama
Elena, gallerista di successo, ed Ernesto, fotografo, sono una coppia distrutta dalla tragica morte del loro unico figlio Carlo. Tre anni dopo l'incidente, Ernesto, il quale tiene dei corsi di fotografia in carcere, conosce Ian, un ragazzo talentuoso rovinato dall'ambiente malsano in cui è cresciuto, e lo prende come suo assistente. Appreso di essere malato terminale, Ernesto vorrebbe esporre le sue opere in una mostra e contatta l'ex moglie Elena nella speranza che lei possa aiutarlo a realizzare il suo ultimo sogno. La vicinanza dei due ex coniugi al giovane Ian sembra ricreare tra loro un equilibrio familiare.